# Litsea oligophlebia
Litsea oligophlebia är en lagerväxtart som beskrevs av Hung T. Chang. Litsea oligophlebia ingår i släktet Litsea och familjen lagerväxter. Inga underarter finns listade i Catalogue of Life.